# Powiat Cloppenburg
Powiat Cloppenburg (niem. Landkreis Cloppenburg) – powiat w niemieckim kraju związkowym Dolna Saksonia. Siedziba powiatu znajduje się w Cloppenburgu.

## Podział administracyjny
Powiat Cloppenburg składa się z:
- 3 miast
- 10 samodzielnych gmin (niem. Einheitsgemeinde)

Miasta:
| Lp. | Nazwa miasta | Ludność (31.12.2008) | Powierzchnia km² |
| --- | ------------ | -------------------- | ---------------- |
| 1   | Cloppenburg  | 32.278               | 70,62            |
| 2   | Friesoythe   | 20.599               | 247,14           |
| 3   | Löningen     | 13.196               | 143,00           |

Gminy samodzielne:
| Lp. | Nazwa gminy         | Ludność (31.12.2008) | Powierzchnia km² |
| --- | ------------------- | -------------------- | ---------------- |
| 1   | Barßel              | 12.535               | 84,00            |
| 2   | Bösel               | 7.519                | 100,10           |
| 3   | Cappeln (Oldenburg) | 6.641                | 76,20            |
| 4   | Emstek              | 11.343               | 108,13           |
| 5   | Essen (Oldenburg)   | 15.045               | 97,97            |
| 6   | Garrel              | 13.015               | 113,23           |
| 7   | Lastrup             | 6.721                | 85,00            |
| 8   | Lindern (Oldenburg) | 4.614                | 65,81            |
| 9   | Molbergen           | 7.680                | 102,52           |
| 10  | Saterland           | 12.883               | 123,62           |